# Rosscarbery
Rosscarbery (auch Ross Carbery oder Roscarbery; irisch Ros Ó gCairbre) ist eine Landstadt im County Cork in Irland mit 638 Einwohnern (Census 2022). Sie liegt an einem Ästuar an der Keltischen See.

## Geschichte
Rosscarbery ist bekannt für das abgegangene Kloster Ross Carbery, die dortige Klosterschule und die Kathedrale St. Fachtna. Nach Rosscarbery ist das katholische Bistum Ross benannt, das 1958 mit dem Bistum Cork zum Bistum Cork und Ross vereint wurde.
Im Irischen Unabhängigkeitskrieg überfiel am 30. März 1921 eine IRA-Einheit unter Führung des in Rosscarbery aufgewachsenen Tom Barry die lokale Polizeistation der Royal Irish Constabulary. Dabei wurden zwei Polizisten getötet und weitere verwundet. Das Gebäude brannte ab und die Station wurde aufgegeben.

## Lage und Verkehrsanbindung
Roscarbery liegt an der Nationalstraße N71, die von Cork nach Killarney führt.
Die staatliche Busgesellschaft Bus Éireann fährt auf der Linie 237 zwischen Cork und Skibbereen (und Goleen) Rosscarbery mehrmals täglich an. Ebenfalls wird Rosscarbery von der lokalen Gesellschaft West Cork Connect täglich mehrmals mit Cork und Skibbereen verbunden. (Stand 2025).
An das Eisenbahnnetz war die Stadt nie angebunden. Der nächste Bahnhof ist heute in Cork.

## Megalithanlagen
- Das Portal Tomb von Ahaglaslin liegt ca. 3 km östlich von Rosscarbery
- Gegenüber, auf der anderen Talseite, ist der Steinkreis von Bohonagh
- Die Steinmonumente von Burgatia befinden sich ca. 2 km östlich von Rosscarbery

## Bedeutende Personen
- William Thomson (1775–1833), Philosoph, Schriftsteller und Sozialreformer, starb in Rosscarbery
- Jeremiah O’Donovan Rossa  (1831–1915), irischer Revolutionär, wurde in Rosscarbery geboren
- Tom Barry (1897–1980), Kommandant in der IRA in West Cork, wuchs seit seinem 14. Lebensjahr in Rosscarbery auf